# WarnerTV Serie
WarnerTV Serie (anteriormente TNT Serie) es un canal de televisión por suscripción alemán dedicado a las series de televisión. 
El canal es operado por Warner Bros. Discovery EMEA, una subsidiaria de Warner Bros. Discovery y fue lanzado el 28 de enero de 2009. Desde el 1 de junio de dicho año, la señal transmite las 24 horas al día. Está disponible a través de los operadores de TV por cable, satélite e IPTV de HanseNet, Kabel Deutschland, Sky y Unitymedia.
En agosto de 2013, SES Platform Services ganó una licitación internacional para Turner Broadcasting System, en la que proporciona servicios de emisión de TNT Serie, y para Cartoon Network, Boomerang, CNN Internacional, TNT Film y TNT Comedy (en SD y HD) para el mercado de habla alemana, la digitalización del contenido de Turner, y el diseño de un servicio de video bajo demanda en Austria, Suiza, la región de Benelux, a partir de noviembre de 2013.
El 14 de junio de 2021 se anunció que el canal sería renombrado como WarnerTV Serie a partir del 25 de septiembre de 2021.

## Programación

### Series originales
- Add a Friend

### Reposiciones
- 2 Broke Girls
- Add a Friend
- Agent X
- Arrow
- Boston Legal
- The Closer
- Cold Case (Cold Case - Kein Opfer ist je vergessen)
- Columbo
- Falling Skies
- The Frankenstein Chronicles
- Friends
- Game of Thrones
- Hart aber Herzlich
- Hell on Wheels
- Hot in Cleveland
- The King of Queens (King of Queens)
- Knight Rider
- Legends
- Major Crimes
- Men at Work
- The Millers
- Monk
- Mord ist ihr Hobby
- Murder in the First
- Parks and Recreation
- Rizzoli & Isles
- Salem
- The Last Ship
- Those who Can't
- Two and a Half Men
- Weinberg (serie de televisión)

### Adult Swim
El bloque Adult Swim también se emite por la señal de TNT Comedy.
- Aqua Teen Hunger Force
- Assy McGee
- Lucy, The Daughter of the Devil
- Metalocalypse
- Moral Orel
- Robot Chicken
- Stroker & Hoop
- The Brak Show
- Venture Bros.
- Rick y Morty (también emitido en Comedy Central y TNT Comedy)

### Estrenos para Alemania
- 30 Rock
- Big Love
- Caprica
- Friday Night Lights
- Lucy, the Daughter of the Devil
- The Pacific
- Rescue Me
- Tell Me You Love Me

### Programación anterior
- 30 Rock
- Big Love
- Boardwalk Empire
- Caprica
- Caroline in the City
- Everybody Loves Raymond (Alle lieben Raymond)
- ER (Emergency Room – Die Notaufnahme)
- Gilmore Girls
- Hart to Hart (Hart aber herzlich)
- Murder, She Wrote (Mord ist ihr Hobby)
- Nip/Tuck (Nip/Tuck – Schönheit hat ihren Preis)
- Northern Exposure (Ausgerechnet Alaska)
- The Pacific
- Psych
- Seinfeld
- Six Feet Under (Six Feet Under – Gestorben wird immer)
- Smallville
- The Black Donnellys
- The Starter Wife (The Starter Wife – Alles auf Anfang)
- Third Watch (Third Watch – Einsatz am Limit)
- 'Til Death (Ehe ist ...)
- Without a Trace (Without a Trace – Spurlos verschwunden)

## Logotipos

2009-2016
2010-2016 (señal HD)
2016[3] -2021
2016-2021 (señal HD)
Desde 2021